# Departement du Mayo-Kani
Departement du Mayo-Kani är ett departement i Kamerun.   Det ligger i regionen Nordligaste regionen, i den norra delen av landet, 800 km norr om huvudstaden Yaoundé.